# Aaron Alexandre
Aaron (Albert) Alexandre (en hebreo: אהרון אלכסנדר‎ (Hohenfeld, Franconia, entre 1765 y 1768-Londres, 16 de noviembre de 1850) fue un ajedrecista y escritor judío, alemán, francés e inglés.

## Trayectoria
Aaron Alexandre, bávaro formado como rabino, llegó a Francia in 1793. Alentado por la política de tolerancia religiosa de la República Francesa, se acoge a la ciudadanía francesa. Al principio, trabajó como profesor de alemán y como mecánico inventor. Finalmente, el ajedrez se convirtió en su principal ocupación. Trató de hacer un estudio completo de las aperturas de ajedrez, sobre las que publicó Encyclopédie des échecs (Enciclopedia de Ajedrez, París, 1837). Con este libro, introdujo la notación algebraica y los símbolos de enroque O-O, O-O-O.
Continuó con un estudio de análisis de finales y una recopilación de casi dos mil problemas de ajedrez, que publicó en 1846 como Collection des plus beaux Problèmes d'Echecs, París, y al mismo tiempo en traducciones en inglés y alemán: Beauties of Chess de Londres, y Praktische Sammlung bester Schachspiel-Probleme , de Leipzig.
Ambos libros fueron aceptados como las colecciones de referencia estándar, lo que demuestra un gran conocimiento técnico de Alexandre. en 1838, ganó una partida contra Howard Staunton en Londres.